# Revolució de 1868
La Revolució de 1868, anomenada la Gloriosa, la Setembrina o la Revolució de setembre, fou una sublevació militar amb elements civils que tingué lloc al Regne constitucional d'Espanya el setembre de 1868 i que suposà el destronament i l'exili de la reina Isabel II i l'inici del període anomenat Sexenni Democràtic. La Revolució de Setembre va ser una brusca sacsejada en la història del segle xix espanyol, els efectes de la qual es van deixar sentir àmpliament a tota la geografia del país; a partir d'ella tingué lloc el primer intent de la seva història d'establir un règim polític democràtic, primer en forma de monarquia parlamentària, durant el regnat d'Amadeu I de Savoia (1871-1873), i posteriorment en forma de república, la Primera República (1873-1874). No obstant això, ambdues fórmules acabaran fracassant.

## Antecedents
A mitjan anys 1860, el descontentament contra el règim monàrquic d'Isabel II era palès i el moderantisme espanyol, en el poder des de 1844, excepte els intervals del Bienni Progressista (1854-1856) i els governs de la Unió Liberal (1858-1863), es trobava en una important crisi interna. Per la seva banda, el Partit Progressista, amb Pedro Calvo Asensio com un dels seus impulsors, havia optat pel retraïment en les eleccions per deslegitimar les Corts que en sortissin. El 1864 va tornar al poder el general Narváez, que va haver d'abandonar-lo després dels tràgics successos de la Nit de Sant Daniel, sent substituït pel general Leopoldo O'Donnell.
Al juny de 1866 va tenir lloc una insurrecció a Madrid per acabar amb la monarquia d'Isabel II que va ser dominada pel govern de la Unió Liberal del general O'Donnell, coneguda com la revolta de la caserna de San Gil, ja que foren els sergents d'aquesta caserna d'artilleria els qui van protagonitzar l'alçament. El mes següent la reina va destituir el general O'Donnell per considerar que havia estat massa tou amb els insurrectes, malgrat que 66 d'ells havien estat afusellats, i va nomenar per substituir-lo el general Narváez, líder del Partit Moderat.
Narváez adoptà immediatament una política autoritària i repressiva que va fer impossible l'alternança en el poder amb la Unió Liberal d'O'Donnell. Aquest va optar per fer el «buit a Palau» (vacío en Palacio) —segons l'expressió del propi O'Donnell—, que es va concretar en el retraïment en el Senat. Però al que es va negar en rotund el líder unionista va ser a pactar cap iniciativa amb els progressistes, amb els quals estava «dolgut pels esdeveniments de la caserna de San Gil, especialment amb Prim», líder del Partit Progressista i de la coalició de forces que pretenia el derrocament d'Isabel II. Només després de la mort d'O'Donnell (novembre de 1867) se sumà la Unió Liberal —liderada llavors pel general Serrano— al pacte d'Ostende que havien signat un any abans progressistes i demòcrates.

### La crisi econòmica de 1866-1868

Xarxa de ferrocarrils espanyola durant el

A principis de 1866 esclatà la primera crisi financera de la història del capitalisme espanyol. Encara que va estar precedida per la crisi de la indústria tèxtil catalana –els primers símptomes de la qual van aparèixer el 1862 a conseqüència de l'escassetat de cotó provocada per la Guerra de Secessió estatunidenca–, el detonant de la crisi financera de 1866 van ser les pèrdues sofertes per les companyies ferroviàries, que van arrossegar amb elles a bancs i societats de crèdit. Les primeres fallides de societats de crèdit vinculades a les companyies ferroviàries es van produir el 1864, però fou al maig de 1866 quan la crisi feu caure dues importants societats de crèdit de Barcelona, la Catalana General de Crédito i el Crédito Mobiliario Barcelonés, fallida que causà una onada de pànic.
A la crisi financera de 1866 s'hi sumà una greu crisi de subsistència els anys 1867 i 1868, motivada per la males collites. Els afectats no van ser els homes de negocis o els polítics, com en la crisi financera, sinó les classes populars, a causa de l'escassetat i carestia de productes bàsics com el pa. Es produïren motins populars a diverses ciutats, com a Sevilla, on el blat va arribar a multiplicar per sis el seu preu, o a Granada, al crit de «pa a vuit [rals]». La crisi de subsistència es veié agreujada pel creixement de l'atur provocat per la crisi econòmica desencadenada per la crisi financera, que va afectar sobretot a dos dels sectors que més treball proporcionaven: les obres públiques —inclosos els ferrocarrils— i la construcció. La coincidència d'ambdues crisis, la financera i la de subsistència, creà «unes condicions socials explosives que donaven arguments als sectors populars per incorporar-se a la lluita contra el règim isabelí».

### El pacte d'Ostende

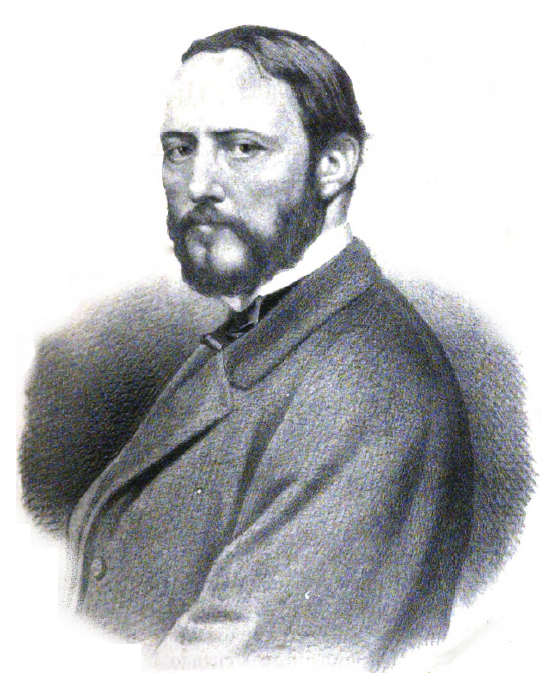
Joan Prim el 1869

El pacte d'Ostende entre progressistes i demòcrates, que rep el seu nom pel de la ciutat de Bèlgica on es va signar el 16 d'agost de 1866, va ser una iniciativa del general progressista Joan Prim amb l'objectiu de derrocar la monarquia d'Isabel II. Constava de dos punts:
| « | 1r, destruir l'existent en les altes esferes de poder; 2n, nomenament d'una assemblea constituent, sota la direcció d'un Govern provisional, la qual decidiria l'esdevenidor del país, la sobirania del qual era la llei que representés, sent escollida per sufragi universal directe. | » |

L'ambigua redacció del primer punt permetia incorporar-hi altres personalitats i forces polítiques. Així, després de la defunció d'O'Donnell, Prim i Serrano —paradoxalment, el mateix militar que havia dirigit la repressió de la revolta de la caserna de San Gil— van signar un acord el març de 1868 pel qual la Unió Liberal s'hi sumava. «Amb això la Unió Liberal acceptava l'entrada en un nou procés constituent i en la cerca d'una nova dinastia i, segons el punt segon [del pacte d'Ostende], la sobirania única de la nació i el sufragi universal».
La resposta de Narváez fou accentuar la seva política autoritària. Les Corts, tancades el juliol de 1866, no van tornar a obrir perquè van ser dissoltes i es van convocar noves eleccions a principis de 1867. La «influència moral» del govern va donar una majoria tan aclaparadora als diputats ministerials que la Unió Liberal, el més semblant a una oposició parlamentària, va quedar reduïda a quatre diputats. A més, en el nou reglament de les Corts aprovat el juny de 1867, tres mesos després d'haver estat obertes, es va suprimir el vot de censura, reduint així sensiblement la seva capacitat de controlar el govern. L'abril del 1868 va morir el general Narváez i la reina va nomenar per substituir-lo l'ultraconservador Luis González Bravo, que va seguir amb la política autoritària i repressiva del seu antecessor.

## Esclat de la revolució

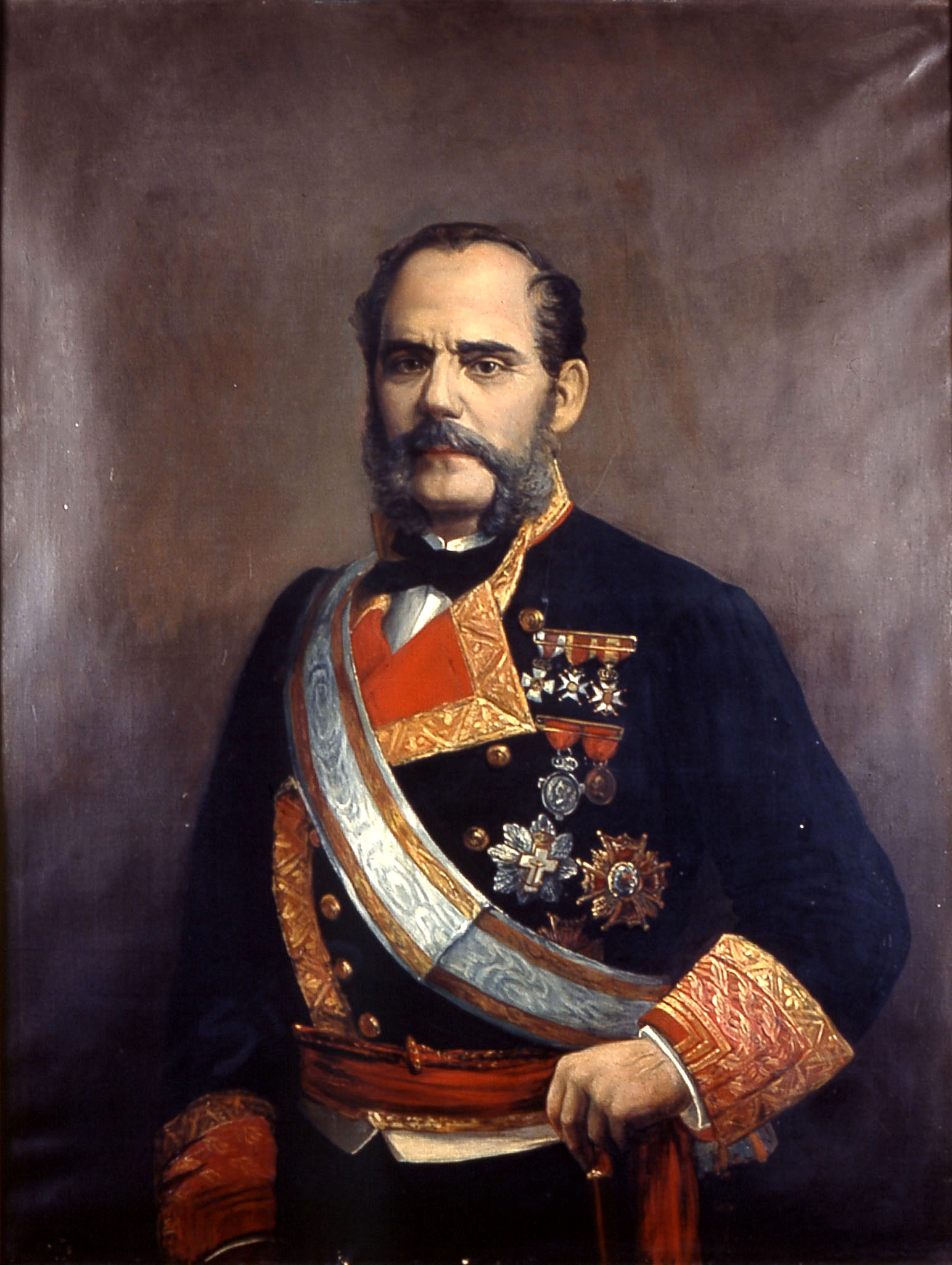
Almirall Juan Bautista Topete (1887) per Rafael Monleón (Museu Naval de Madrid)

A principis de setembre de 1868 tot estava preparat per al pronunciament militar que es va acordar que s'iniciaria a Cadis amb la revolta de la flota per part de l'almirall unionista Juan Bautista Topete. Allí arribà la nit del 16 de setembre des de Londres, via Gibraltar, el general Prim, acompanyat dels progressistes Práxedes Mateo Sagasta i Manuel Ruiz Zorrilla, abans que arribessin des de Canàries en un vapor llogat amb diners del duc de Montpensier els generals unionistes que estaven allí desterrats, encapçalats pel general Francisco Serrano. Prim i Topete decidiren no esperar i el 18 de setembre Topete es revoltava al capdavant de l'esquadra. L'endemà, després de l'arribada de Serrano i dels generals unionistes des de Canàries, Topete va llegir un manifest redactat per l'escriptor unionista Adelardo López de Ayala en el qual es justificava el pronunciament i que acabava amb un crit —«¡Viva España con honra!»— que es faria cèlebre. Segons Fontana, el manifest «era un autèntic prodigi d'ambigüitat política».
«El manifest "España con honra" que redactà Adelardo López de Ayala i signaren el duc de la Torre, Joan Prim, Domingo Dulce, Ramón Nouvilas, Rafael Primo de Rivera, Antonio Caballero y Fernández de Rodas i Juan Bautista Topete estava cridat a ser un dels emblemes bàsics de l'Espanya liberal i democràtica».

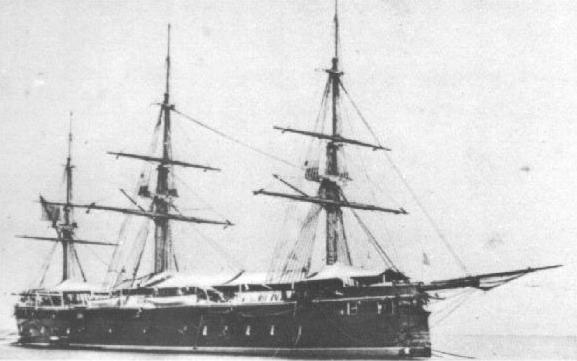
Fragata blindada Zaragoza

En els dies següents l'aixecament s'anà estenent per la resta del país, començant per Andalusia. El 20 de setembre es formava a Sevilla la primera junta, la qual va publicar un manifest en què exposava una sèrie de reivindicacions populars, com l'abolició de les quintes i els consums o la llibertat religiosa, que anaven molt més enllà del que postulava el manifest de Topete. Prim, per la seva banda, a bord de la fragata blindada Zaragoza, va recórrer la costa mediterrània aconseguint que se sumessin al moviment totes les ciutats riberenques des de Màlaga fins a Barcelona.
El dia anterior, el 19 de setembre, González Bravo va dimitir i la reina Isabel II va nomenar per substituir-lo el general José Gutiérrez de la Concha, qui va mantenir gairebé tots els ministres del govern anterior i va col·locar González Bravo al capdavant del ministeri de Governació. El general de la Concha va organitzar com va poder un exèrcit a Madrid, atesa la falta de suport que trobà entre els comandaments militars —ni un sol general «se'm va presentar llavors, ni tan sols després, per demanar-me un lloc per a combatre la revolució», afirmaria més tard— i el va enviar a Andalusia sota el comandament del general Manuel Pavía y Lacy, marquès de Novaliches, per a que acabés amb la rebel·lió. Al mateix temps, aconsellà a la reina que tornés a Madrid des de Sant Sebastià, on estava estiuejant, igual que el pare Claret, que li digué: «si sa majestat fos una nina, me la posaria a la butxaca i arrencaria a córrer cap a Madrid per salvar Espanya de la revolució». No obstant això, al poc temps d'iniciar el viatge amb tren en direcció a Madrid, el general de la Concha va enviar un telegrama a la reina demanant-li ara que restés a Sant Sebastià perquè la situació de les forces lleials havia empitjorat.

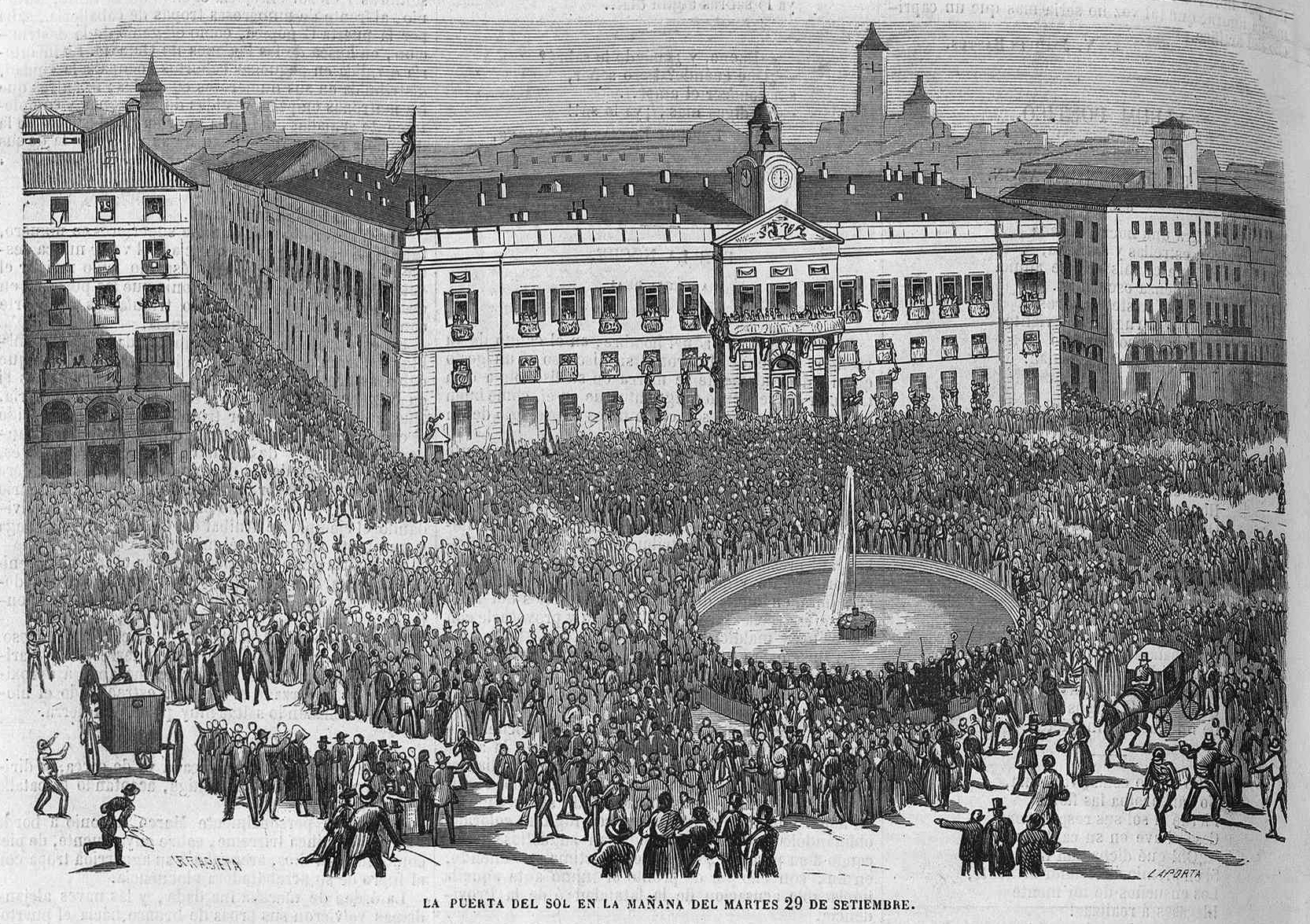
Madrid: la Puerta del Sol el matí del 29 de setembre de 1868, de Vicente Urrabieta, a El Museo Universal.

El 28 de setembre tingué lloc la decisiva batalla d'Alcolea (a la província de Còrdova) en la qual la victòria va ser per a les forces revoltades al comandament del general Serrano, que van comptar amb el suport de milers de voluntaris armats. L'endemà l'aixecament triomfava a Madrid i el dia 30 Isabel II abandonava Espanya des de Sant Sebastià. En el missatge que dirigí la reina a la nació «en trepitjar terra estrangera» advertia que no renunciava a
| « | (català) la integritat dels meus drets ni podran afectar-me de cap manera els actes del govern revolucionari; i encara menys els acords de les assemblees que hauran de formar-se necessàriament a l'impuls dels furors demagògics, amb manifesta coacció de les consciències i de les voluntats. | (castellà) la integridad de mis derechos ni podrán afectarle en modo alguno los actos del gobierno revolucionario; y menos aún los acuerdas de las asambleas que habrán de formarse necesariamente al impulso de los furores demagógicos, con manifiesta coacción de las conciencias y de las voluntades. | » |

Acabà llavors tota resistència de les forces lleials a la reina, i el 8 d'octubre es formava un govern provisional presidit pel general Serrano del qual formaven part el general Prim i l'almirall Topete. Se segellava així el triomf del que s'anomenaria posteriorment la Revolució de 1868 o La Gloriosa, que havia posat fi al regnat d'Isabel II.

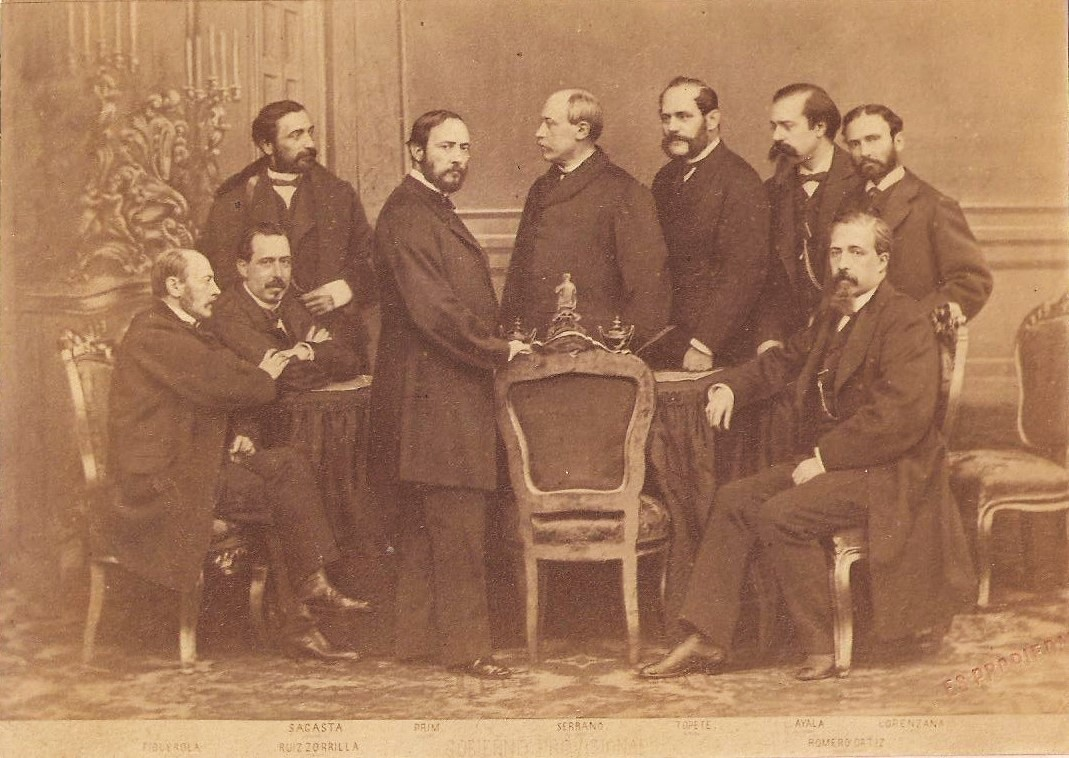
El Govern Provisional el 1869. D'esquerra a dreta: Laureà Figuerola, Hisenda; Práxedes Mateo Sagasta, Governació; Manuel Ruiz Zorrilla, Foment; Joan Prim, Guerra; Francisco Serrano, president del govern provisional; Juan Bautista Topete, Marina; Adelardo López de Ayala, Ultramar; Antonio Romero Ortiz, Gràcia i Justícia; i Juan Álvarez Lorenzana, Estat. Foto de J. Laurent.

«Com el 1840 i 1854, l'esquema del pronunciament apareix amb tota claredat: primer, el ressentiment dels generals-polítics pel seu allunyament del poder i la justificació d'aquest ressentiment en principis teòrics; després, l'etapa dels sondeigs i els compromisos; finalment, el pronunciament mateix, acompanyat de les proclames emocionals i vibrants, en les quals es fa una crida al poble i s'exposa millor el que no es vol que el que es projecta fer». No obstant això, el de 1868 presenta algunes novetats: «l'objectiu del pronunciament no es dirigeix solament contra un Govern corromput, sinó contra la mateixa persona de la Reina, a la qual es jutja incompatible amb "l'honradesa i la llibertat" que els pronunciats proclamen; la difusió des de la perifèria, on tenen la força, és molt ràpida, imposant-se des d'allí al centre; i, finalment, la mateixa naturalesa del compromís contret pels conspiradors era una novetat sense precedents: que fos una Assemblea Constituent, escollida per sufragi universal directe, la que decidís el tipus de govern que havia de tenir el país».
Que un clàssic pronunciament es convertís en la «Revolució Gloriosa» de 1868 es degué, segons López Córdón, a l'entusiàstic suport que li conferiren la burgesia, les «classes ciutadanes» i, en alguns casos, els camperols. «Fou aquesta participació, unida al desig de canvi que experimentava la majoria del país i al ràpid enfonsament de l'Espanya oficial, la que va produir el fàcil miratge de convertir el pronunciament de Cadis en la Revolució de Setembre de 1868». En la mateixa direcció apunta Suárez Cortina quan assenyala que el que buscaven tant la Unió Liberal com el Partit Progressista —aquest darrer en un sentit més radical— era eliminar els obstacles que permetessin «culminar el trànsit cap a una societat plenament burgesa, on el sistema capitalista funcionés d'una manera racional», mentre que el Partit Demòcrata sí que «buscava un canvi real en les condicions de vida i [era] el que reclamava, al costat d'una veritable democràcia assentada sobre el sufragi universal, la liquidació d'aquelles mesures que més afectaven a les classes populars: quintes, consums, una autèntica adhesió a Europa. La revolució democràtica era la meta que mobilitzà aquells sectors populars que van organitzar les barricades i van sostenir amb la seva actitud les Juntes revolucionàries que més tard el Govern Provisional es va ocupar de desarticular».

### El debat historiogràfic sobre les causes de la revolució
La historiografia liberal del segle xix va explicar la revolució de 1868 per motius polítics. Segons aquesta visió, al llarg del regnat d'Isabel II es va produir un enfrontament entre dues ideologies: una de gairebé absolutista, reaccionària i clerical, representada pel Partit Moderat i per la Corona; i una altra de liberal, reformista, anticlerical (que no anticatòlica) i progressista. Així, la revolució de 1868 significava el triomf de la segona sobre la primera, tal com demostrava el crit que va ressonar amb força durant La Gloriosa: «¡Viva la Soberanía Nacional! ¡Abajo los Borbones!».
El 1957 l'historiador Jaume Vicens Vives va qüestionar que els motius polítics fossin suficients per explicar la revolució i va defensar que calia tenir en compte la difícil conjuntura econòmica que travessava Espanya en aquells moments a causa de la crisi financera de 1866: això explicaria que la «burgesia» se «separés» del règim isabelí per a derrocar l'incompetent govern del Partit Moderat i el propi tron d'Isabel II, que era qui el sustentava. Aquesta tesi va ser desenvolupada a finals dels anys 1960 i principis de la dècada de 1970 —coincidint amb el primer centenari de la revolució— per una sèrie d'historiadors com Nicolás Sánchez-Albornoz, Manuel Tuñón de Lara, Gabriel Tortella i Josep Fontana. Aquest darrer va publicar el 1973 un llibre, el capítol més extens del qual es titulava «Canvi econòmic i crisi política. Reflexions sobre les causes de la revolució de 1868», que exerciria una gran influència. En ell assenyalava que bona part dels polítics i militars que van protagonitzar la revolució tenien interessos en les companyies ferroviàries, les creixents pèrdues de les quals havien desencadenat la crisi financera de 1866 (el general Serrano, per exemple, era el president de la Companyia dels Ferrocarrils del Nord, que travessava greus problemes que solament una subvenció de l'Estat podria solucionar). A més, calia considerar la importància d'una altra crisi d'arrel econòmica, paral·lela a la crisi financera: la crisi de subsistències de 1867-1868, resultat de les males collites d'aquells anys, que va provocar una greu carestia de productes bàsics com el pa i que va afectar molt durament a les classes populars. Tots aquests estudis van obrir un gran debat, especialment quan Miguel Artola, durant aquells mateixos anys, va tornar a defensar la primacia dels factors polítics sobre els factors econòmics i socials per explicar la revolució.
L'any 2000 Gregorio de la Fuente va publicar un estudi sobre la Revolució de 1868 on va defensar la tesi que La Gloriosa s'havia produït com a resultat del conflicte entre dos sectors de les elits polítiques de l'era isabelina: un sector «revolucionari» encapçalat pel Partit Progressista aliat amb el Partit Demòcrata, i liderat pel general Prim; i un sector conservador que recolzava Isabel II i que estava integrat inicialment pel Partit Moderat liderat pel general Narváez i per la Unió Liberal del general Leopoldo O'Donnell, i que va fracassar en el seu intent de tornar a integrar en el règim els progressistes. Precisament la mort d'aquests dos líders (el primer l'abril de 1868 i el segon el novembre de l'any anterior) va ser un element decisiu per a la caiguda d'Isabel II, ja que, amb la defunció del primer, el règim va perdre el seu principal bastió defensiu per la influència que tenia en l'exèrcit, i amb la defunció del segon desapareixia l'últim obstacle que impedia que la Unió Liberal es passés al camp «revolucionari», fet que va segellar el destí final de la monarquia d'Isabel II.
En l'estudi de De la Fuente també es criticava la tesi de la causalitat econòmica i social de la revolució de 1868 elaborada en els anys 1970. De la Fuente assenyalava que la crisi financera de 1866 havia afectat tota l'elit política isabelina per igual, per la qual cosa no explicava que un sector seu es mantingués al costat d'Isabel II i un altre al costat revolucionari; per tant, calia descartar la crisi financera com una de les principals causes de la revolució. De fet, es podia constatar que la majoria dels homes de negocis, banquers, grans comerciants i empresaris ni van col·laborar ni es van sumar al pronunciament. Pel que fa a la crisi de subsistències de 1867-1868, De la Fuente també la descartava com a causa directa de la revolució, perquè la mobilització popular es va produir després de la revolució i a conseqüència del major marge de llibertat que va portar, i no pas abans.
 No obstant això, Josep Fontana, en un llibre publicat el 2007, reafirmava la importància de les causes econòmiques en la revolució de 1868: «La Revolució de 1868 va ser un moviment organitzat des de dalt per polítics i militars que tenien uns objectius limitats: acabar amb el bloqueig del sistema parlamentari que impedia l'accés al poder dels progressistes i implantar unes mesures d'urgència per resoldre la mala situació econòmica, en particular la de les empreses ferroviàries».
Una síntesi del relatiu consens que s'ha aconseguit en l'actualitat respecte al debat sobre les causes de la revolució de 1868 es pot trobar en dos llibres publicats en 2006 i 2007. En el segon d'ells, Juan Francisco Fuentes resumeix així l'estat de la qüestió:
| « | Convé descartar, doncs, interpretacions simplistes del final de la monarquia isabelina basades en una relació causa-efecte entre la crisi econòmica i la Revolució de 1868, en la qual tant protagonisme van tenir alguns polítics i generals directament afectats per la situació de les empreses financeres i ferroviàries. Tampoc, però, es pot ignorar la importància que aquella gran crisi del capitalisme espanyol iniciada el 1864 va tenir en la percepció general de les elits polítiques i econòmiques: el convenciment que el règim isabelí, reduït finalment a una petita camarilla politico-clerical, s'havia aïllat per complet de la realitat nacional. Als ulls d'una bona part de la societat espanyola, allò era la fi d'una època. Una greu crisi de subsistències en els anys 1867-1868 acabaria de generalitzar aquesta sensació de catàstrofe nacional que s'apoderà del país en l'última etapa del regnat d'Isabel II. | » |

## Conseqüències

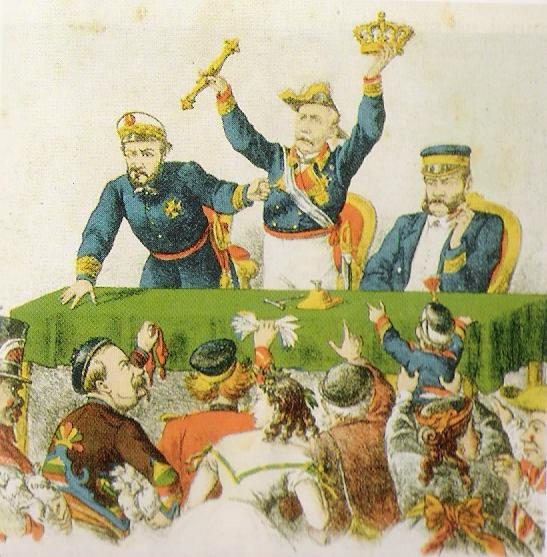
Els generals Prim, Serrano i Topete subhasten els atributs del tron espanyol durant la cerca d'un nou rei. Publicat a La Flaca, abril de 1869.

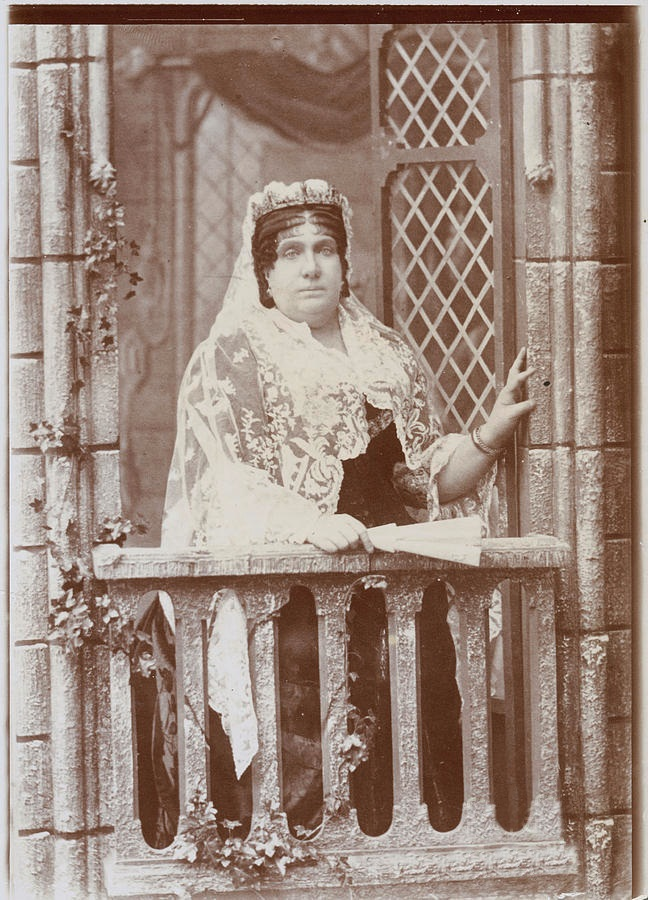
La reina Isabel II d'Espanya en el seu exili a París.

A partir del triomf de la revolució i durant sis anys, coneguts com el Sexenni Democràtic (1868-1874), s'intentà crear a Espanya un nou sistema de govern. La coalició de liberals, moderats i republicans s'enfrontava a la tasca de trobar un millor govern que substituís el d'Isabel II. Al principi, les Corts van rebutjar el concepte d'una república per a Espanya, i Serrano fou nomenat regent mentre es buscava un monarca adequat per a liderar el país. Prèviament s'havia aprovat una constitució de tall liberal, promulgada per les Corts el 1869; era la primera constitució de tarannà progressista des de la Constitució de Cadis de 1812.
La recerca d'un rei apropiat va ser molt problemàtica per a les Corts. Els republicans se sentien en el fons inclinats a acceptar un monarca, si aquest era una persona capaç i acatava la constitució. Joan Prim, l'etern rebel contra els governs isabelins, va ser nomenat dirigent del govern el 1869 i el general Serrano seria regent; seva és la frase: «trobar un rei democràtic a Europa és tan difícil com trobar un ateu al cel!». Es va considerar fins i tot l'opció de nomenar com a rei un envellit Espartero, encara que aquesta opció fou rebutjada pel mateix general, que, no obstant això, va obtenir vuit vots en el recompte final.
Molts proposaven al jove fill d'Isabel, Alfons (que posteriorment seria el rei Alfons XII d'Espanya), però la sospita que aquest podria resultar fàcilment influenciable per la seva mare i que podria repetir els errors de l'anterior reina feia que no es tractés d'una alternativa viable. Ferran de Saxònia-Coburg, antic regent de la veïna Portugal, va ser considerat també com una possibilitat. Una altra de les possibilitats, a proposta de Prim era el príncep Leopold de Hohenzollern, de la casa Hohenzollern, que va ser recolzat per Otto von Bismarck i que va provocar obertament el rebuig de França, fins al punt que el ministre d'afers exteriors francès envià l'anomenat Telegrama d'Ems, el qual posteriorment seria el detonant (o l'excusa) per la Guerra francoprussiana. Finalment es va optar per un rei italià, Amadeu I d'Espanya, però el seu regnat tan sols va durar dos anys i un mes, entre 1871 i 1873.